# Prava LGBTIQ-osoba na Barbadosu
LGBTIQ-osobe mogu naići na diskriminaciju na Barbadosu. Homoseksualni spolni odnosi bili su zabranjeni do 2022.; kazna je bio doživotni zatvor. Ipak, sam se zakon rijetko upotrebljavao te su homoseksualci bili "slobodni" imati spolne odnose, i gejevi, i lezbijke.
Ne postoje zakoni koji bi štitili homoseksualne osobe od diskriminacije. Ipak, neki istospolni parovi uspijevaju živjeti u miru, ne dajući do znanja drugim stanovnicima da su homoseksualni ili biseksualni.